# 쇼샤강

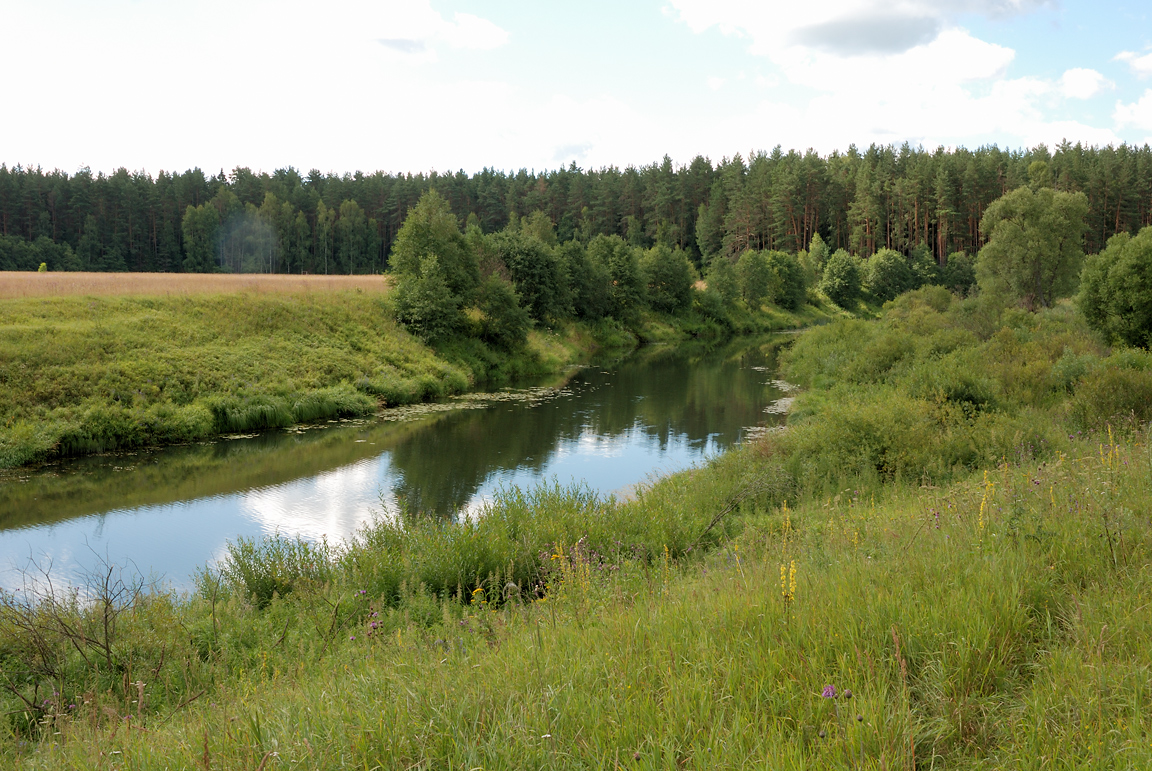

쇼샤강(러시아어: Шоша)은 트베리 주와 모스크바주를 흐르는 강으로 볼가강의 지류이다. 쇼샤 강의 길이는 163 킬로미터, 유역 면적은 3080 제곱킬로미터이다. 이반콥스코예 저수지로 흘러 들어간다. 쇼샤 강은 11월에 얼어 붙고 3월 말에서 4월 초에 다시 풀린다.